# سلطان شاه بن رضوان
سلطان شاه بن رضوان (1108 - بعد 1124/25) آخر سلطان سلجوقي لحلب من 1114 إلى 1118، وهو ابن رضوان بن تتش أمير حلب.

## سيرته
ولد سلطان شاه عام 1108، عندما كان أبيه رضوان أميرا لحلب من 1095 إلى 1113. عندما خلف أخوه الأكبر ألب أرسلان والدهم عام 1113، قتل اثنين من إخوته. ولا يعرف لماذا نجا سلطان شاه الذي كان وقتها يبلغ من العمر ست سنوات من هذه المجزرة. كان ألب أرسلان متعطش للدماء وطاغية وفاسق، ولم يكن يجرؤ الاقتراب منه سوى خادمه لؤلؤ اليايا، لكن خوفا على حياته قتل ألب أرسلان أثناء نومه في سبتمبر 1114. ومن أجل الاحتفاظ بالسلطة وضع لؤلؤ الأخ الأصغر لألب أرسلان سلطان شاه على العرش.